# Khadija Afzal Vasari
Khadija Afzal Vasari ((in persiano خدیجه افضل وزیری‎); Teheran, 1889 – Teheran, 1980) è stata una giornalista e educatrice iraniana

## Biografia
Khadihja Malek Afzal Khanoum Vasari nacque a Tehran alla corte dello Scià di Persia Nāṣer Al Dīn (1831– 1896), dalla scrittrice Bibi Khanoum Astarabadi e dal colonnello dell'esercito Mirza Musa Khan Vaziri. Sorella del noto musicista iraniano Ali-Naqi Vaziri (1886–1979). 

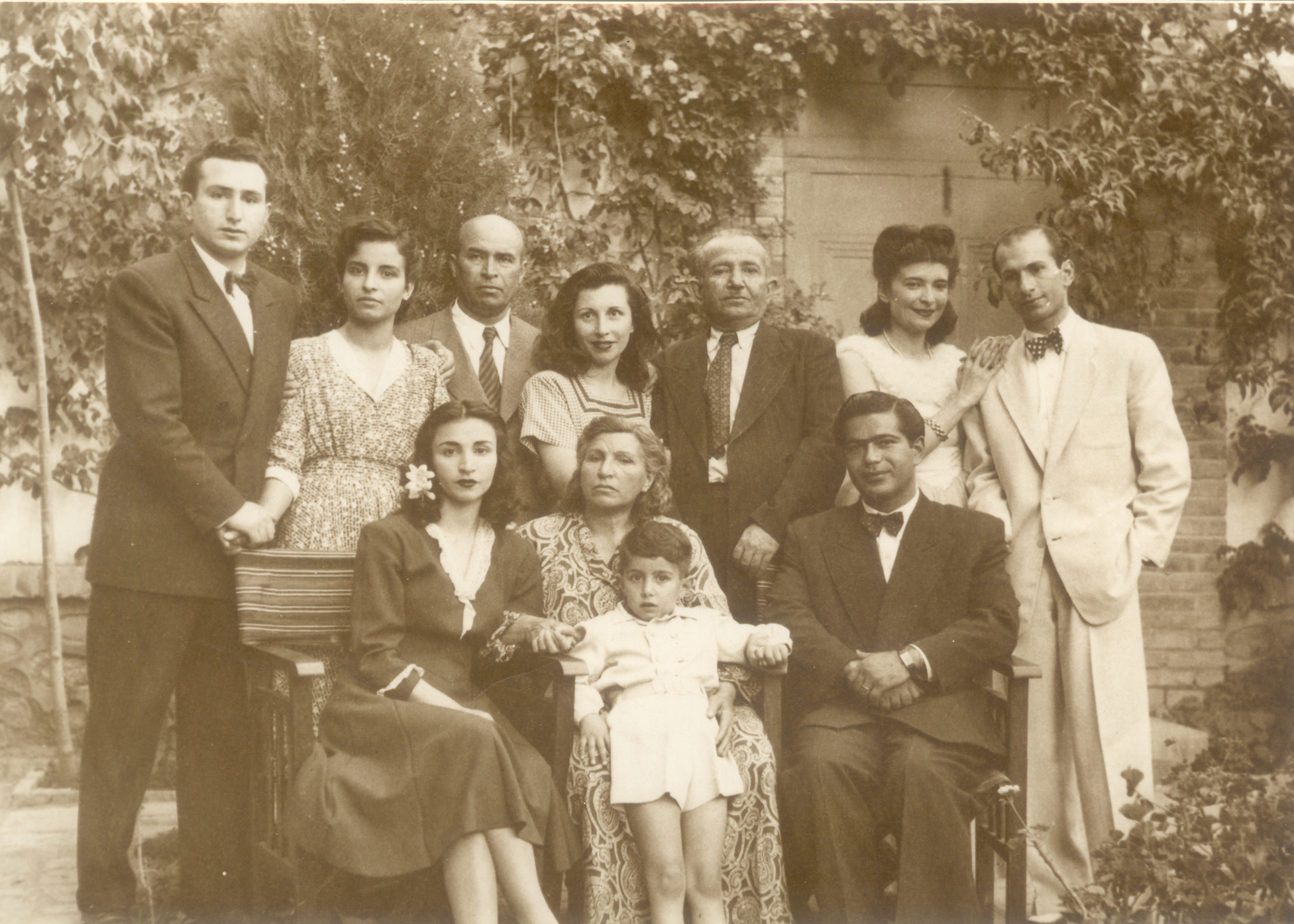
Khadija Afzal Vasari e famiglia, 1890 circa.

Quando nel 1907 sua madre fondò la prima scuola femminile del paese il Debstan Doushizkhan (دبستان دوشیزگان), Khadija ne fece parte insegnando alle ragazze e le donne che l'avessero voluto svariate materie tra cui il corano, la matematica, la storia e la calligrafia.
È stata autrice di molti articoli in difesa dei diritti delle donne su diverse testate giornalistiche importanti in Iran.

## Titoli ed onorificenze
- "Begum Khanoum" (sua eccellenza la signora).